# Maltese First Division
Maltese First Division – drugi poziom rozgrywek ligowych w piłkę nożną na Malcie.

## Format
W rozgrywkach bierze udział 12 klubów, które zmagają się przez 2 rundy systemem kołowym, w sumie 22 kolejki. Liczba drużyn w sezonach zmieniała się. Obecnie mistrz oraz druga drużyna w tabeli awansują do Maltese Premier League. Dwie najsłabsze drużyny ligi spadają do Maltese Second Division.

## Historia
Rozgrywki w pierwszej lidze na Malcie po raz rozegrano w sezonie 1909/10. Z czasem została założona druga liga, która obecnie jest znana jako First Division. Do sezonu 1999/2000 również istniała Premier League i First Division na wyspie Gozo.

## Skład ligi w sezonie 2012/2013
| Klub                     | Siedziba     | Stadion              | Pojemność | Założony |
| ------------------------ | ------------ | -------------------- | --------- | -------- |
| Birzebbuga St. Peters FC | Birżebbuġa   | Centenary Stadium    | 6,000     | 1946     |
| Dingli Swallows F.C.     | Dingli       | Centenary Stadium    | 6,000     | 1948     |
| Gudja United FC          | Gudja        | ?                    | ?         | 1945     |
| Gżira United             | Gżira        | Centenary Stadium    | 6,000     | 1947     |
| Lija Athletic FC         | Lija         | Lija Football Ground | 500       | 1949     |
| Marsaxlokk FC            | Marsaxlokk   | Marsaxlokk Ground    | 1,000     | 1949     |
| Mqabba FC                | Mqabba       | Ta'Qali Stadium      | 18,000    | 1957     |
| Naxxar Lions FC          | Naxxar       | Ta'Qali Stadium      | 18,000    | 1920     |
| Pietà Hotspurs FC        | Pietà        | Ta'Qali Stadium      | 18,000    | 1968     |
| St. Andrews F.C.         | St. Andrew’s | Luxol Stadium        | 800       | 1968     |
| Vittoriosa Stars FC      | Birgu        | Fortini Ground       | 1,000     | 1906     |
| Zejtun Corinthians FC    | Zejtun       | ?                    | ?         | 1943     |

## Zwycięzcy rozgrywek
...
- 1980/1981: Senglea Athletic FC
- 1981/1982:
- 1982/1983:
- 1983/1984: Sliema Wanderers FC
- 1984/1985:
- 1985/1986:
- 1986/1987: Mosta FC
- 1987/1988:
- 1988/1989:
- 1989/1990:
- 1990/1991:
- 1991/1992: St. George's FC
- 1992/1993: Żurrieq FC
- 1993/1994:
- 1994/1995: St. Patrick FC
- 1995/1996: Pietà Hotspurs FC
- 1996/1997: Xghajra Tornadoes FC
- 1997/1998: Rabat Ajax
- 1998/1999: Gozo FC
- 1999/2000: Ħamrun Spartans
- 2000/2001: Marsa FC
- 2001/2002: Marsaxlokk FC
- 2002/2003: Msida Saint-Joseph FC
- 2003/2004: St. Patrick FC
- 2004/2005: Ħamrun Spartans
- 2005/2006: Saint George’s FC
- 2006/2007: Ħamrun Spartans
- 2007/2008: Tarxien Rainbows
- 2008/2009: Dingli Swallows FC
- 2009/2010: Marsaxlokk FC
- 2010/2011: Balzan Youths F.C.
- 2011/2012: Melita FC